# Villa Svea

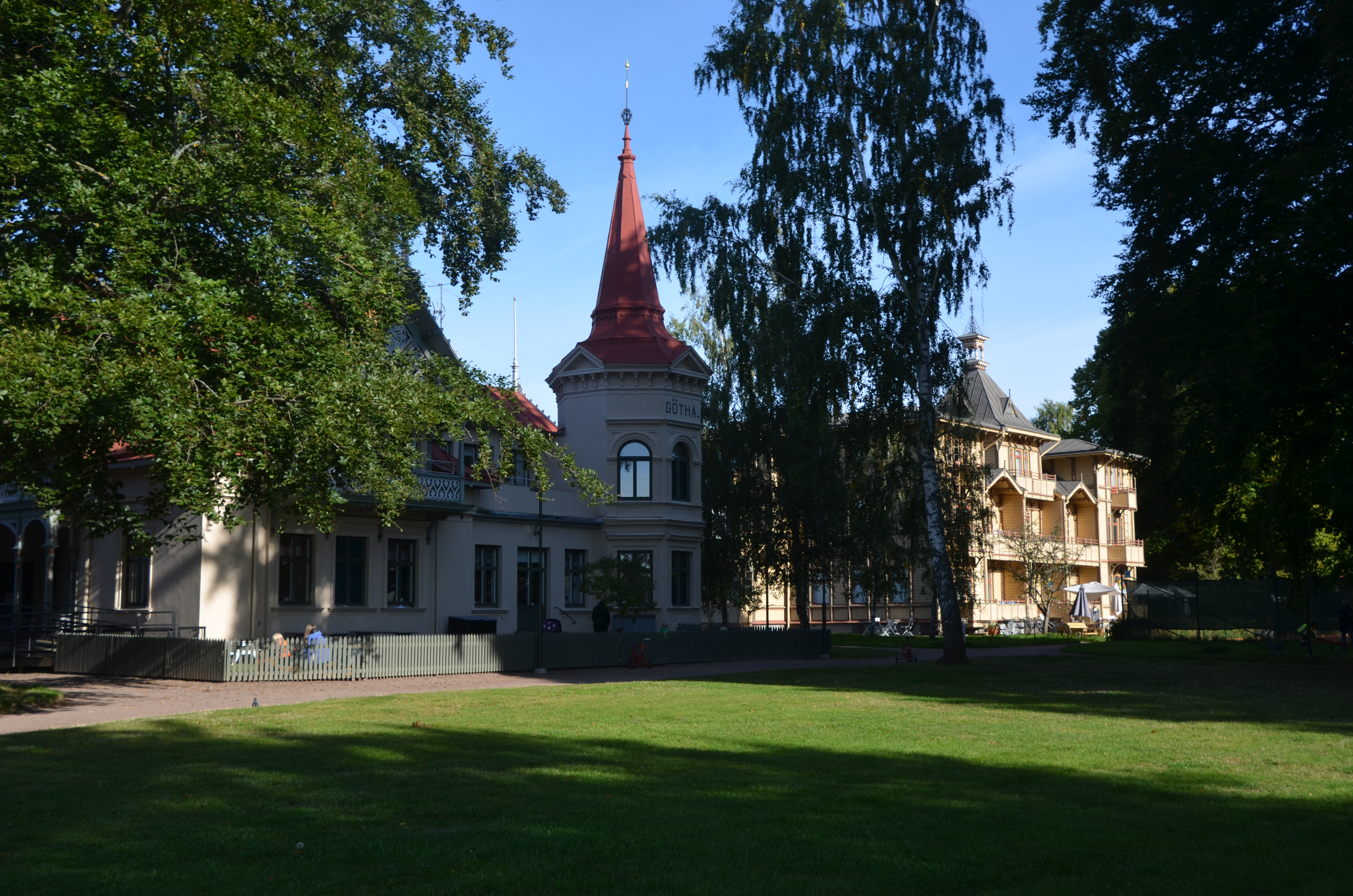
Villa Götha till vänster och Villa Svea till höger

Villa Svea är en av de villor, som användes som gästbostadshus för Hjo Vattenkuranstalt.
Villa Svea ritades av Adrian Crispin Peterson och byggdes av Hjo Vattenkuranstalt 1892 som bostadshus för kuranstaltens sommargäster. Den är i tre våningar och hade ursprungligen 20 gästrum, flertalet med egen balkong.
Trappan prefabricerades av Carl Fredrikssons Träförädlings AB i Katrineholm. Byggnaden hade ursprungligen centralvärme med luftburen värme i ett kalorifersystem från Ebbes bruk i Huskvarna. Den uppvärmda luften lämnade byggnaden via takets jalusihuvar.
Huset har senare, från slutet av 1950-talet, använts av Hjo folkhögskola. Byggnaden har under senare år inrymt utställningar om Hjo av Hjo hembygdsförening och konstnärsverkstäder.
Villa Svea, liksom de övriga byggnaderna i den tidigare vattenkuranstaltens badpark, nuvarande Hjo stadspark, k-märktes 2018 av Länsstyrelsen i Västra Götalands län.